# Malveillance (film)
Pour plus de détails, voir Fiche technique et Distribution.
Malveillance (Mientras duermes) est un thriller dramatique espagnol de Jaume Balagueró sorti en 2011.

## Synopsis
Un gardien d'immeuble convaincu qu'il est incapable d'être heureux décide de s'immiscer dans la vie des habitants de l'immeuble et de faire de leur vie un enfer.

## Fiche technique
Sauf indication contraire, les informations mentionnées dans cette section peuvent être confirmées par la base de données cinématographiques IMDb,  présente dans la section « Liens externes ».
- Titre original : Mientras duermes
- Titre français : Malveillance
- Réalisation : Jaume Balagueró
- Scénario : Alberto Marini
- Direction artistique : Javier Alvariño
- Décors : Nina Caussà
- Costumes :
- Photographie : Pablo Rosso
- Son : Oriol Tarragó
- Montage : Guillermo de la Cal
- Musique : Lucas Vidal
- Production : Julio Fernández
- Société(s) de production : Filmax
- Société(s) de distribution :  Filmax
- Budget :  USD$16.000.000
- Pays d’origine :  Espagne
- Langue originale : Espagnol
- Format : couleur - 35 mm - 1,85:1 - son Dolby numérique
- Genre : Drame, horreur et thriller
- Durée : 102 minutes
- Date de sortie :
- États-Unis : 23 septembre 2011 (Fantastic Fest)
  -  Espagne 14 octobre 2011
  -  France 28 décembre 2011

## Distribution
- Luis Tosar (VF : Julien Kramer) : César
- Marta Etura (VF : Vanina Pradier) : Clara
- Alberto San Juan (VF : Damien Boisseau) : Marcos
- Pep Tosar (VF : José Luccioni) : le père d'Úrsula
- Carlos Lasarte (VF : Marcel Guido) : l'huissier
- Iris Almeida : Úrsula
- Petra Martínez (VF : Monique Thierry) : Verónica
- Tony Corvillo (VF : Boris Rehlinger) : l'agent de police

## Récompenses et distinctions

### Nominations
- 2 nominations

## À noter
- Le tournage s'est déroulé du 28 mai 2010 au 23 juillet 2010 à Barcelone et dans les studios du Parc Audiovisual de Catalunya, à Terrassa, en Catalogne.